# ルイ・ジョリエ
ルイ・ジョリエ（Louis Jolliet、1645年9月21日 - 1700年）は、北アメリカ大陸を探検したフランス系カナダ人の探検家。ジョリエとイエズス会の宣教師ジャック・マルケット神父は1673年にミシシッピ川を探検し、地図を作成した。

## 前半生
ジョリエは1645年にケベックシティ近郊のフランス領の開拓地、ボープレで誕生した。7歳の時に父親を亡くしたが、彼の母は成功を収めた商人と再婚した。彼の継父はセントローレンス川に浮かぶオルレアン島を所有していた。この島にはファースト・ネーションが住み着いていた。
ジョリエは多くの時間をオルレアン島で過ごしたが、そのために恐らく若い頃から先住民族の言葉を話し始めていたと考えられる。彼は他にもフランス語、英語、スペイン語を話した。彼の少年時代、ケベックはフランスの毛皮貿易の中心地であった。ケベックの先住民族はその日暮らしの生活をしており、ジョリエは彼らについて多くのことを学びながら育った。
彼は1662年にイエズス会の学校に入り、聖職者になるために哲学と宗教に焦点を当てて勉強した。彼はまた、ハープシコードやパイプオルガンの奏者も目指して勉強をした。しかし1667年に彼は神学校を退学し、毛皮貿易の仕事をすることを決意した。

## ミシシッピ川上流域の探検

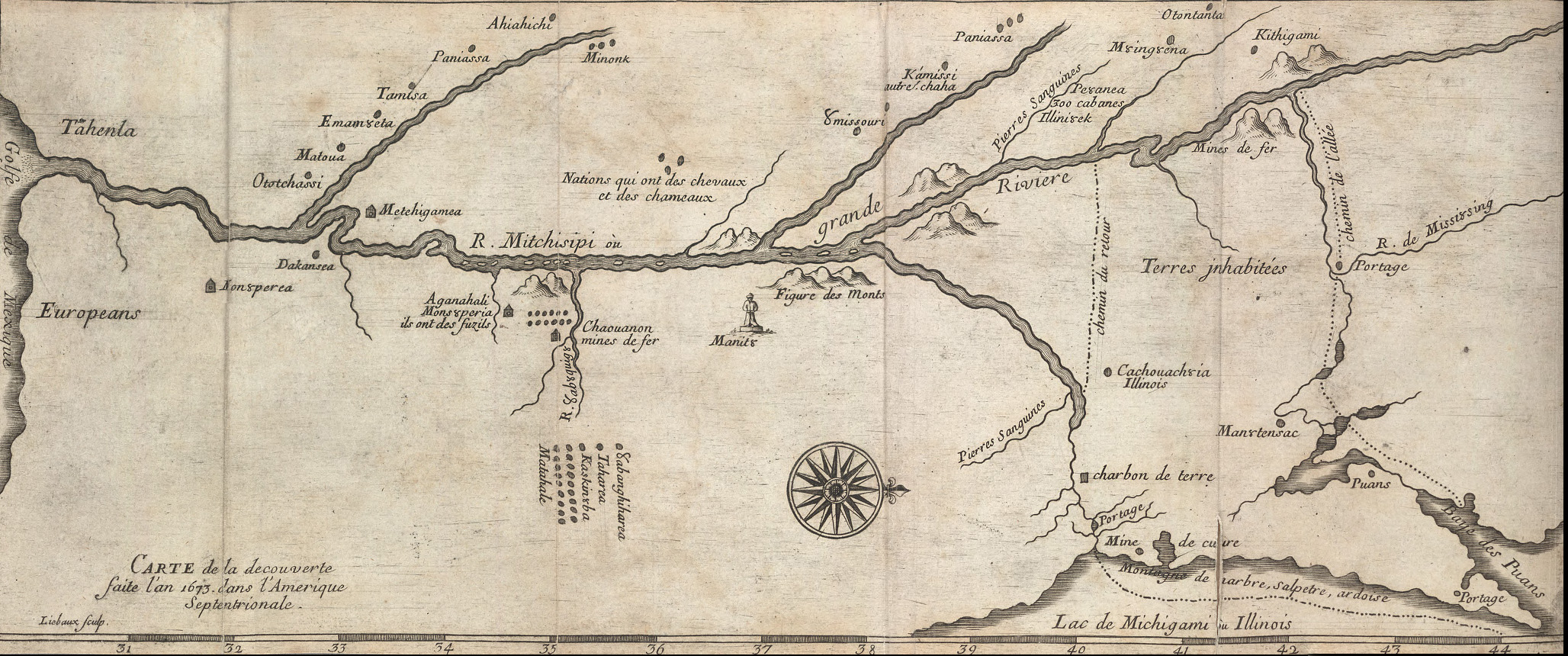
ジョリエとマルケットの1673年の探検を表した地図（1681年頃作成）

ミシシッピ川を発見し、公式な記録として残した最初のヨーロッパ人はエルナンド・デ・ソトで、1541年のことであった。ジョリエとマルケットはその約130年後に上流域に初めて到達し、流域のほとんどを探検した。デ・ソトはリオ・デル・エスピリトゥサント（エスピリトゥサント川）と名づけたが、流域の部族は「ミシシッピ」という名前で呼んでいた。
1673年5月17日、ジョリエとマルケット、さらに5人のフランスとインディアンの混血（現在でいうメティ）のボエジャーズ（運び屋）は2艘のカヌーでミシガン州セントイグナスを発った。彼らのグループはミシガン湖のグリーン湾まで進んだ。そこからさらにフォックス川上流を遡り、現在のウィスコンシン州ポーテージ市に到達した。
この場所で彼らはカヌーを降りて、2マイルと離れていないウィスコンシン川までカシ類の林や沼沢地を通って陸路で移動した。後にヨーロッパ人は、五大湖とミシシッピ川流域との間で船の陸路移動を簡便にするために、交易拠点を築いた。6月17日、現在のプレーリードゥシーン付近でミシシッピ川へとカヌーを進めた。
ジョリエとマルケットのミシシッピ川探検は、メキシコ湾から700km以内のアーカンザス川との合流点まで下ったところで北に戻った。彼らはこの近くでヨーロッパ製の道具を運んでいるネイティブアメリカンに遭遇した。彼らはスペインから来た探検家や入植者など敵意のある者に遭遇することを懸念した。
ボエジャーズらはイリノイ川との合流点までミシシッピ川を遡った。友好的なネイティブアメリカンが五大湖へ戻るより短いルートだと教えてくれていた。イリノイ川を上流へと進むと、現在のイリノイ州ジョリエット付近でデスプレーンズ川との分岐点が現れた。彼らはデスプレーンズ川を遡り、シカゴ・ポーテージにてカヌーを陸路で輸送した。
彼らはシカゴ川を下り、現在のシカゴ付近でミシガン湖へと出た。マルケット神父はウィスコンシン州グリーンベイの南にあったフランシスコ・ザビエル伝道所に留まった。ジョリエは彼らの発見したことを知らせるためにケベックに戻った。

## 晩年
ジョリエはカナダ人のクレア=フランソワ・ビソ・デ・ラ・ヴァルトリと結婚した。彼女はフランソワ・ビソ・デ・ラ・リヴィエールとマリー・クイヤール夫妻の娘であった。1680年、ジョリエにアンティコスティ島が払い下げられ、彼はそこに砦を建設し、兵士を配置した。1693年、彼は「王の水路測量技師」に任命された。1697年4月30日には、ケベックシティ南西部の場所で領主としての地位を与えられた。
1694年、ジョリエはセントローレンス湾からラブラドル半島の海岸線をゾアまで北上する、5か月半に及ぶ航海を行った。彼は航海やイヌイットの風習などについて詳細に記録した。1694年に発表された彼の航海日誌（Journal de Louis Jolliet allant à la descouverte de Labrador）はベルアイル海峡からゾアまでのラブラドル半島の海岸線についての、最古の詳細な調査記録として知られている。
1700年5月、彼はアンティコスティ島に向けて出発し、その道中で亡くなったと推定される。1700年9月15日には彼の供養がされていたと伝わる。彼の遺体は発見されておらず、亡くなった場所や日時などは分かっていない
。
ジョリエは北アメリカで生まれたヨーロッパ人として、重大な発見をして名を残した最初の人物のうちの一人である。彼の本物の肖像画の存在は確認されていない。ジョリエは大抵、毛皮の帽子のようなものを被った典型的な開拓者か、もしくは対照的にヨーロッパの貴族のスタイルに落ち着いた姿として描かれる。

## 遺産

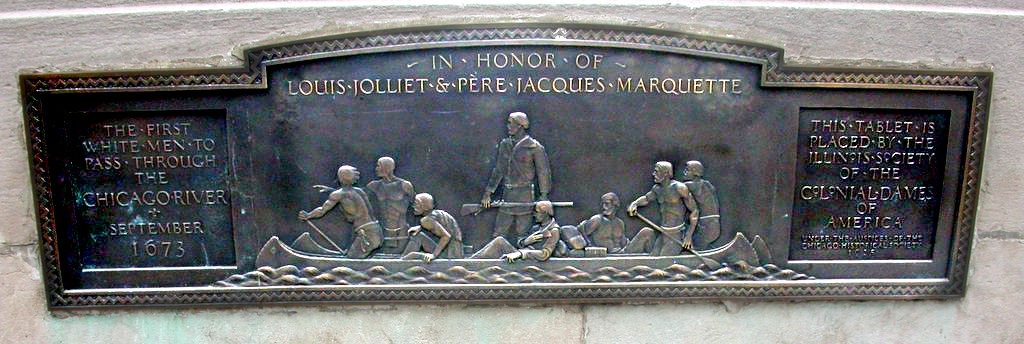
シカゴにある、ジョリエを記念した銘板

ジョリエの主な遺産はアメリカ中西部やケベック州で形として残っている。その大半は地名で、例えばイリノイ州ジョリエット、モンタナ州ジョリエット、ケベック州ジョリエット（ジョリエの子孫、バルテルミー・ジョリエによって設立された町）などがある。
ジョリエ（Jolliet）という名前のスペルに様々なバリエーション（Joliet など）があるのは、当時は識字率が低いのがふつうで、スペルが規格化されていなかったからである。ジョリエの子孫たちはカナダ東部やアメリカにわたって住んでいる。ルイ・ジョリエというバラもあり、これはカナダの農業研究所が開発し、彼に因んで名付けたものである
。
サン・ジャン王立軍事大学の士官候補生によるジョリエ・スカードロンは彼に因んで名付けられた。イリノイ州ジョリエットにはジョリエット・ジュニア・カレッジがある。北アメリカには彼の名前を冠した高校も数多くある。ケベックシティを出港するクルーズ船にも彼の名前が付けられている。

## 参照
- この記事にはパブリックドメインである次の百科事典本文を含む: Herbermann, Charles, ed. (1913). “Louis Joliet”. Catholic Encyclopedia (英語). New York: Robert Appleton Company.